# ひなた澪
ひなた 澪（ひなた みお、1996年8月8日 - ）は、日本の元AV女優。

## 略歴・人物
東京都出身。
趣味・特技は料理（毎日自炊）、ラーメン屋巡り、水泳（プールの監視員経験有）。
2017年4月、プレステージの専属女優としてAVデビュー。所属事務所はC-moreエンターテイメント。
2018年より専属を離れ企画単体女優となる。
2018年10月29日の公式ツイッターで2018年いっぱいで引退することを発表し、12月に引退。
2020年3月26日、所属事務所代表と自身の新たなツイッターでAV女優としての活動再開を報告。
2021年11月9日、公式ツイッターにて年内での引退を発表。

## 出演作品

### アダルトDVD
- 新人 プレステージ専属デビュー（4月7日、プレステージ）
- 新・絶対的美少女、お貸しします。 ACT.72（5月12日、プレステージ）
- 女子マネージャーは、僕達の性処理ペット。 025（6月9日、プレステージ）
- 天然成分由来 ひなた澪 汁120% 45 ひなた澪の体液（7月14日、プレステージ）
- ひなた澪の極上筆おろし 15（8月11日、プレステージ）
- ボクを好き過ぎるボクだけのひなた澪（9月8日、プレステージ）
- 1VS1 【※演技一切無し】 本能剥き出しタイマン4本番 ACT.09（10月13日、プレステージ）
- 人生初・トランス状態 激イキ絶頂セックス 40（11月10日、プレステージ）共演:羽月希
- なま なかだし 18（12月8日、プレステージ）

- ミニスカニーソから覗く「絶対領域」に興奮し抑えられなくなってしまった僕は…（1月5日、DOC）共演:姫川優里奈　他出演:ななせ麻衣、小松美柚羽
- 奴隷志願 初の拘束プレイ（1月5日、MAD）
- 公式ムック本 「マジックミラー号 20周年 永久保存版!」 特別企画!! 新企画コンペ 「俺ならこう撮る!」読者アンケートで最も投票数の多かった上位3タイトルを新人監督が撮影しちゃいました!（1月11日、SODクリエイト）他出演:小谷みのり、宮崎あや、あおいれな、ななせ麻衣
- S級素人Presennts イイ男を捕まえろ! 愛のお見合い大作戦♥（1月12日、S級素人）共演:白金れい奈、桜井れな、西園さくや
- 制服と布団と粘液が滴る淫湿セックス 透明感あふれ、弾ける美乳と卑猥なアンダーヘアが、萌えてヌケる 体育会系肉欲美少女は、欲望と精液で汚され堕とされてゆく…。（1月13日、オーロラプロジェクト・アネックス）
- 穢れない田舎の女の子と過ごす、汗と愛液に塗れた、濃厚で卑猥な御籠り一泊セックス（1月25日、オーロラプロジェクト・アネックス）
- いつでも中出しさせてくれる僕だけの女子●生アイドル（1月26日、宇宙企画）
- バイブをマ●コに突っ込んだ状態で現れる超ドエロいデリヘルがいるという噂を聞きつけ実際に呼んでみたら、想像を超えるエロが目の前に広がっていた!!（1月26日、SCOOP）他出演:羽生ありさ、池上まひろ、白金れい奈
- 固定バイブだるまさんが転んだ 7（2月1日、はじめ企画）他出演:森はるら、橘メアリー ほか（※「みき　20歳」名義）
- 顔出し!働く美女限定 ザ・マジックミラー 街頭調査! 職場の同僚同士が2人っきりで初めての混浴温泉 2 過激なミッションで徐々に近づく心とアソコ! じわじわ湧き出る性欲で社会人男女は理性という垣根を超えてしまうのか!? in池袋 （2月7日、ディープス）他出演: 河原かえで ほか
- 催眠術で全身クリトリス（2月9日、宇宙企画）
- 彼女の姉貴は迷惑ドマゾお姉さん。 2（2月13日、MARX）
- 妊活中の若奥さんは外道なチャラ男達のザーメン便器、チャラチ○ポで子宮の奥まで鬼連射！後は野となれ山となれ。（2月19日、ドグマ）
- 清楚女子が性欲丸出し! チャラ男とオヤジと淫ぐり悶ぐりセックスまみれ（2月23日、REAL）
- 「私、引きこもりの同級生とその家族に辱められ種付けされ続けるの…そう、これから毎日…」 「孕むまで…いえ孕んでも子宮に注がれる精○…私、もう普通の女の子には戻れないね…」（2月25日、オーロラプロジェクト・アネックス）
- ナンパJAPAN検証企画! 女子大生限定! 友情VS性欲男女の友達同士が二人きりで裸よりエロい極小マイクロビキニ姿で素股マッサージに挑戦!したら 我慢できずにそのまま騎乗位セックスしちゃうのか!?をリアルモニタリング!（3月7日、ナンパJAPAN）他出演:美咲まや、ももき希、北川ゆず
- SODファン大感謝祭! ご主人様、どのおしりが好みですか? いつでも好きなだけ触り放題揉み放題 顔騎・W尻コキ・おしりビンタは当たり前! 常におしり丸出しメイド喫茶(※素人男性32名参加)（3月8日、SODクリエイト）共演:あおいれな、なごみ、池田結愛
- 可愛い女子社員と相部屋宿泊 スーツを脱いだら綺麗なおっぱい!締まったくびれ!プリプリのお尻! 無防備に寝ている女と密室に二人きりで股間の疼きが止まらない! 3（3月8日、AKNR）他出演:麻里梨夏、向井藍
- 「弟の事が本当に好きなんです…」 純真お姉ちゃんが、弟の前で全裸の告白! 裸で抱き合うだけの約束が、キッス、素股、結局ぬるっと入って生中出し! 2（3月9日、S級素人）他出演:桐谷なお、浅見せな、河原かえで
- （秘）漏えい動画 相席居酒屋でお持ち帰りされて犯られるまで一部始終（3月10日、ブリット）※「みお」名義　共演:はな　他出演:あいか、ゆうな
- 純朴美少女との粘液滴るお泊りセックス 「ママごめんなさい…私、エッチな気持ちに火が着いたら、もう疼いちゃってダメなんです…」 「だれも見ていないと思うから、いまからここでトロトロのアソコに挿れてもらいます…」（3月13日、オーロラプロジェクト・アネックス）
- 賭けに負けてレズビアンに堕ちるショートカットの敏感女子大生（3月13日、ビビアン）共演:麻里梨夏、五十嵐星蘭
- こねくり乳首で何度も絶頂激イキまくり!! 「助けてください!乳首が超敏感すぎて困っています。チョット擦れたらイッちゃうなんて…私の乳首どうにかしてください!」 そんなオーバーな!本当にそんなに敏感なの?オマ○コヌレヌレで困っている? 乳首なぶり!乳首シバキ!乳首の鍛練で貴女の悩み解決しましょう!! Youのビーチクこねくっていいですか?（3月15日、グローリークエスト）
- 乳首こねくり回し感じまくり電車痴漢（3月19日、アパッチ）他出演:成宮はるあ、夏希みなみ、今井まい、宮村ななこ
- 【密会不倫】 今日、旦那が居ないから家に来て…。（3月21日、AKNR）
- BWP バトルワールドプロレスリング Vol.10 要望が反映された新人戦（3月30日、バトル）共演:楠木沙羅
- アナル丸見え! まんまるお尻を上から見下ろすバックで大量中出し! バック中出しが大好きな制服美少女（4月1日、無垢）
- 下半身タッチNGのセクキャバで体験入店の女子ばかりを言葉巧みにオトし本番中出しする悪徳客の実態を捉えた! 6（4月1日、変態紳士倶楽部）他出演:白石りん ほか
- SEXの逸材。VOL.14 ドスケベ素人の衝撃的試し撮り 性癖をこじらせてプレステージに自らやって来た本物素人さん達の顛末。（4月6日、プレステージ）他出演:春野サキ、桜結奈、小野はるか
- 素人ナンパ GET!! No.193 本生8000スプラッシュ!! ヤリのみ本音でワカメ酒編（4月7日、桃太郎映像出版）他出演:竹内真琴、枢木あおい ほか
- センズリ鑑賞会 恥じらい素人娘に見せつけちゃいました 30（4月10日、ホットエンターテイメント）他出演:美咲まや、美空あいり、青山はな、香椎りあ、松島れん ほか
- 痴女っ娘No.1決定戦 M男くんいじりグランプリ（4月12日、SODクリエイト）他出演:あおいれな、栄川乃亜、あべみかこ、なごみ、ひなみれん、白井ゆずか、美咲ヒカル、愛花みちる、石川祐奈、桜木優希音 ほか
- 「もうお父さん以外とはムリ!」 再婚相手の年頃の娘が小悪魔パンチラ見せつけて俺をその気にさせる 「ママとSEXするなんて許さないから!」母がいるのに、こっそりチ○ポを横取りスリルを楽しむ本当にイケナイ娘なんです、叱ってやってください。（4月12日、SWITCH）他出演:紺野ひかる、麻里梨夏
- バトル本店店頭イベント 2Daysスペシャル 開催記念スペシャルMIX男女混合タッグマッチ 七海ゆあ組vsひなた澪組（4月13日、バトル）共演: 七海ゆあ
- 恋と言うには気持ちよすぎる。 清らかな美少女と甘い仲良しセックス（4月13日、S-Cute）他出演:星奈あい、川村まや、七瀬萌、南ゆき、大杜若羽
- 『お兄ちゃんお願い動かないで!いいからこのまま挿れさせて!!』 ボクが目を覚ました時には義妹が挿入0.5秒前!!10年以上も本当の妹の様に可愛がっている義理の妹は中学までは超まじめで彼氏もいなくて勉強&部活一筋!そんな義理の妹なのに女子○生になったら交友関係も変わり彼氏も出来てしまいエッチを覚えてしまった!!まじめだった子がエッチを覚えたら大変!!とにかくエッチ大好きな女の子になってしまった!しかも高校に行ったら服装も変わってしまい家にいる時から無防備かつセクシーな格好をしているから、ボクは毎日勃起!当然、義妹にバレていたようで義妹は義妹で密かにボクの勃起チ○ポで興奮していたみたい…我慢できなくなった義妹は夜ボクのベッドに忍び込みまさかのフェラ!目を覚ました時には時すでに遅し生挿入直前!0.5秒前!!『動かないで!いいからこのまま挿れさせて…』と言って女子○生とは思えぬ超激しい騎乗位で何度もイカされてしまいました!!妹は妹でボクの上で勝手に体をよじらせるほど何度も爆イキ!!それだけでは満足できない義妹は結局その後、何度もボクにエッチを求めてきた!!（4月19日、HUnter）他出演:逢沢るる、玉木くるみ、一ノ瀬もも、河原かえで
- 親に隠れてこっそり兄妹近親相姦 親の前ではわざと兄妹ゲンカ!しかし、実は兄妹以上の関係で2人きりになるとすぐに近親相姦セックスを始める! 10（4月19日、ゴールデンタイム）他出演:河原かえで、君色花音、森苺莉 ほか
- ｢今日は本当にヤバいんで絶対外に出して下さいね!｣ 事前の念押しシカトで危険日直撃ゴム外しセックス2度成功! 「えっ!?でも…やっぱり生だと気持ちよさが違いますね…」 りほちゃん20歳 いいなりAVデビュー!!（4月19日、しろうとChannel）※「りほ」名義
- マジックミラー号 初めての膣内洗浄! 女子○生にマ○コを洗うと感度が上がる!? 過激な保健体育の特別講義でマ○コから大噴射! 10人中10本番!（4月26日、SODクリエイト）※「ゆうみ」名義　他出演:ゆき、ゆめ、みのり、みかん、なるみ、ふたば、みれい、みゆ、ふみか
- 密室で乳首をいじられ失禁イキしながら発情する女子○生 2 〜エレベーター、ゴミ捨て場、公衆トイレ、試着室〜（4月26日、ナチュラルハイ）他出演:高杉麻里、ひなみれん 、なつめ愛莉
- そんなに見たいなら見せてあげる! 女子○生は顔騎が大好き。 2 妹の友達が遊びに来てパンチラしまくりで、ジッと見てたら、ニヤニヤ見つめてきて女子○生のお尻に顔を埋めさせられた。（4月26日、SWITCH）共演:河原かえで、麻里梨夏
- 孕ませ美少女8人4時間 オヤジの生チ○ポで種付け撮り8連発!（4月27日、S級素人）他出演:通野未帆、黒瀬萌衣、美咲ヒカル、本田まさみ、中沢ケイト ほか
- 街角シロウトナンパ! vol.06 上京娘編（4月27日、プレステージ）※「みお」名義　他出演:ひかる、しずく、こより、みはる
- 誘惑♥マッサージサロン（5月4日、ドリームチケット）
- 交尾促進剤を飲まされて超淫乱化する義母妹（5月17日、グローリークエスト）共演:二階堂ゆり
- パンティ越しでもわかるほどぷっくり勃起したクリトリスをこねくり回され発情する敏感娘（5月24日、ナチュラルハイ）他出演:朝長ゆき、天野美優、初美りん
- これ見せパンブルマだから! いつも駐輪所で出会う女子学生が、からかいながらブルマを見せてきたけど、僕がエッチな目で見るもんだから女子も勝手に興奮してエッチできちゃった。（5月24日、SWITCH）共演:麻里梨夏、吉良いろは
- ココロが求め合ううれしはずかし快感SEX（6月1日、S-Cute）他出演:優木カリナ、泉りおん、柑南るか、琴水せいら、NIMO
- マジックミラー号 卒業式シーズン到来 憧れの大好きな先生と2人っきり! 「女性ってどうやったらイクんですか…?」 真剣に指導するあまり、男子生徒と女教師が一線を越えた禁断の関係に!（6月7日、SODクリエイト）※「きょうこ」名義　他出演:みさと、ひろみ
- 身動き禁止! エア拘束 バイブ激ピス 我慢対決（6月13日、はじめ企画）※「さな」名義　共演:ゆき　他出演:さき、かな
- その美少女、敏感につき。 快感が止まらない女の子のエッチな生態（6月13日、S-Cute）他出演:南ゆき、宝生リリー、琴水せいら、天野美優
- 五つ星 美人妻ナンパ中出し 美乳妻エンドレスピストン絶頂 4時間SP（6月15日、ロータス）※「まなみ」名義　他出演:ゆり、ゆい、しずか
- 絶対領域ニーハイマニアクス 2（6月22日、BAZOOKA）※「みお」名義　他出演:ひなの、ゆり、かえで
- オトコゴコロに火をつけちゃうフェロモン女子のエッチな願望（7月1日、S-Cute）他出演:大杜若羽、市川つばさ、優木カリナ
- ラブラブ中出し近親相姦 ショートヘアがカワイイ 超美巨乳いもうと（7月10日、ケートライブ）
- これ見て元気だして!と、僕の股間を元気にさせるマジ天使なクラスメイトたち。 スクールカースト上位の女子が先生に怒られている僕を見て不憫に思って、慰めてくれたラッキー。（7月12日、SWITCH）共演:吉良いろは、五十嵐星蘭
- 「お兄ちゃん頑張って!」 自信喪失した兄がチアリーディング練習中のデカ尻妹のアンスコチラにフル勃起! 心配した妹が元気づけようとまさかの馬乗り生挿入! 親に隠れて励ましながら何度も中出し懇願! 3（7月13日、V&R PRODUCE）他出演:永井みひな、優梨まいな
- 羞恥温泉旅行（7月19日、グローリークエスト）
- お従兄ちゃん、濡れちゃった! 僕の家に遊びに来た従姉妹がお風呂掃除を頼まれて大はしゃぎ! 上着が濡れてカワイイ乳首がスケスケなのに面白がって僕に見せつけてきた。（7月26日、SWITCH）共演:五十嵐星蘭、優木カリナ
- 元教え子と青春思い出し夏旅行（8月1日、SWITCH）共演:優月まりな、野々宮みさと
- スチュワーデスin… (脅迫スイートルーム)（8月3日、ドリームチケット）
- スカートめくり学園 共学になってもスカートめくりをしてしまう女子○生も、実は好きな男子だけにパンツ見られたい。（8月9日、SWITCH）共演:五十嵐星蘭、白井ゆずか、麻里梨夏、あおいれな、渡良瀬りほ
- 女が女を襲う!女監督ハルナのレズ痴漢バス case.04（8月19日、レズれ!）共演:麻里梨夏、葵千恵　他出演:3名
- 親が見たら泣くビデオ。 愛娘が家庭教師に寝取られ感じまくってヒィヒィ言ってる…。清楚系女子○生に舌上射精&中出し変態セックス（8月30日、ビッグモーカル）※「みお」名義
- 俺のエロビデオ コンテンツマーケットの人気販売者の皆さん、あなたの性癖、高額で買取らせていただきます。（9月7日、ドリームチケット）※「ひなみ」名義
- こんな野外で?!顔射後も止めない突然の笑顔しゃぶりで連続2回おねだり女子○生 4（9月20日、ナチュラルハイ）他出演:水谷あおい、真田美樹、神楽アイネ、高杉麻里、ひなみれん
- スレンダー筋肉ボディの現役看護師さん（9月25日、ケートライブ）※「みお」名義
- 訪問先で媚薬チ○ポを即ハメされて抵抗するも絶頂が止まらない敏感女 2 〜配達員、ピザ屋、古本買取、ストレッチ整体、家事代行〜（10月11日、ナチュラルハイ）他出演:倉木しおり、川崎亜里沙、上川星空、永井みひな
- てめえ焼き豚にしてやるよ! メンチ切ってくる不良女子○生と僕。 だけどメッチャ可愛くて、しかも1人になるとしおらしくなって、まるで狼の皮を被った羊ちゃんだったうえに気持ちいいことを拒否できない女の子でしたとさ。（10月11日、SWITCH）共演:麻里梨夏、五十嵐星蘭
- 濃厚接吻 同棲レズビアンの淫らな性生活 女同士の底なしの快楽の溺れて…（10月25日、ヒビノ）共演:月下あいり
- SUPER JUICY AWABI GODDESS No.2 拷問される美少女 痙攣淫体肉辱神（10月25日、Baby Entertainment）
- 素人ヘアヌード大図鑑 〜10代美少女編（10月26日、S級素人）他出演:ふわり結愛、君色花音、あず希、宮瀬ゆりえ、白井ゆずか、百式あおい、石原ルリカ、小西まりえ、香苗レノン ほか
- 一般男女モニタリングAV 女子○生限定 高額アルバイト企画! 学校帰りに声をかけた有名進学校に通う素人女子○生をインタビュー中にノンストップザーメンぶっかけ! 合計49発 溜まりにたまった濃厚精子を大量に浴びせられて制服・髪・顔まで精子でべっとり! うぶなJ○オマ○コに大人のデカチ○ポをねじ込みザーメンまみれSEX!!（11月7日、ディープス）※「はづき」名義　他出演:ありさ、みこ、まなか
- 従妹たちはガッツリ見せつけハチャメチャ誘惑合戦J○ 久しぶりに会った従妹達はピチピチエロエロなカラダに成長していて、そのエロ尻を最大限に利用して、大好きなお従兄ちゃんを攻め落としてきた。（11月8日、SWITCH）共演:吉良いろは、あずみひな
- 「一度でいいから揉んでみたい!」ブルマを履いたデカ尻妹に兄が睡眠薬を飲ませて、夢の豊満尻を堪能し何度も中出し! 3（11月9日、V&R PRODUCE）他出演:枢木あおい、NIMO
- 乳首でもイッちゃう! チクビ敏感女子自画撮りオナニー（11月15日、プリモ）他出演:武田真、天野美優、河原かえで、神宮寺ナオ、持田栞里、武藤あやか、星あめり、胡桃たえ ほか
- 姉のことが大好きすぎるレズ妹が撮った背徳の記録… 姉の匂い 澪 25歳（11月22日、SODクリエイト）共演:赤渕蓮
- 乳首いじり文化部レズ痴漢 2 〜文芸部/美術部/書道部/放送部〜（12月6日、ナチュラルハイ）他出演:麻里梨夏、さとう愛理、涼海みさ、山井すず、柳川まこ
- 女が女を襲う!女監督ハルナのレズ痴漢バス case.05（12月19日、レズれ!）共演:蓮実クレア ほか
- 痴漢師に複数のローターをぶち込まれガニ股で脚を震わせイキまくるニーハイ女子○生 2（12月20日、ナチュラルハイ）他出演:阿由葉あみ、七海ゆあ、相澤ゆりな
- 金粉令嬢 輝く美少女の変態交尾（12月21日、ゴールドバグ）
- 巨乳&美人山ガール強制種付け（12月25日、オーロラプロジェクト・アネックス）共演:深田結梨
- AV女優の裏側リポート かたりたがーる（12月29日、HMJM）

- 仲良し3人組女子○生が担任教師を骨抜きにする両乳首とチ○ポのローテーション3点攻め（1月10日、ナチュラルハイ）他出演:七海ゆあ、星あめり、愛里るい、相澤ゆりな、南涼、倉木しおり、鈴木ちひろ ほか
- 女上司と男部下がSMラブホで2人っきり! 身動き取れない上司のぷるるんボディに部下のチ○ポは破裂寸前! うっかり火がついた2人は初結合?!（1月24日、SODクリエイト）※「かれん」名義　他出演:うらら、かりな、えみり
- SWITCH8周年記念作品 スクールパンチラ見せつけ誘惑してくるクラスメイト クラスの女子たちと日替わりパンチラエッチできた月曜から金曜日までのできごと。（1月24日、SWITCH）共演:皆月ひかる、皆野あい、御坂りあ、持田栞里、宮崎あや、桃尻かのん
- 新人OLに媚薬を飲ませた上司の性交記録 vol.02（1月25日、プレステージ）※「シマネ」名義　他出演:ミヤベ、ヤマザキ
- 隠れヤリマンの制服美少女をSNSナンパ! エッチな王様ゲームした後パリピ万歳中出し乱交パーティーした件（2月1日、変態紳士倶楽部）共演:夢咲ひなみ、倉木しおり、大浦真奈美
- 初めての極太ディルドで体ビクビク足腰ガクガク敏感おま○こトロトロ即イキ羞恥オナニー 丸ノ内OL編 3（2月1日、変態紳士倶楽部）他出演:AIKA、水野朝陽、推川ゆうり、三原ほのか、野々宮みさと、雛菊つばさ、水原乃亜、千夏南那、大浦真奈美、今井麻衣、夢咲ひなみ、永井れいな、茜はるか ほか
- 突然、どろっどろ精子が降り注がれる日常 学園生活で「常にぶっかけ」女子○生 2（2月7日、SODクリエイト）共演:八尋麻衣、七海ゆあ、神谷充希、美咲かんな
- 夢の近親相姦 兄妹編 妹の発達したお尻!ミニスカからハミ出したパンチラに辛抱たまらずチ○コ突き立ててしまった。「お兄ちゃんパンティ破って入ってきそうだよ♥」って笑いながら小悪魔の誘い。 親の目の届かない公衆トイレや図書館で挿入しちゃったよ〜ん!（2月7日、SWITCH）他出演:皆野あい、小谷みのり
- 女子社員の黒パンスト誘惑 仕事はできなくても、ストレスで欲求不満な美人女子社員をチ○ポでヒイヒイ言わせて喜んでもらえました。（2月7日、SWITCH）共演:今井ゆあ、若月みいな
- 一般男女モニタリングAV 徹底比較!「愛情VS巨根」 仲良しカップル限定 『ハプニングが起きてもずぅーっとディープキスを続けられたら100万円』 彼氏とイチャラブキス中のJD彼女にいきなりデカチン寝取り即ハメ!! 彼氏の短小ち○ぽでは届かなかった子宮の奥を激突きされイキまくった彼女は最愛の彼氏の目の前で中出しまで受け入れてしまうのか!?（2月19日、ディープス）※「あかり」名義　他出演:れな、みく、りな
- バミューダ6周年特別企画 触手の生贄（2月19日、バミューダ）
- 目が感じまくる点眼媚薬! まばたきするたびに感度が倍増する催淫目薬でケダモノ化! デカチンの快感で嬉し涙を流しながら寄り目、泣きイキ、トランス絶頂SEX!（2月21日、SODクリエイト）※「みなみ」名義　他出演:なつみ、あやの
- 顔射から始まる襲激 精子で前が見えず何度もハメイキさせられた下校少女（2月21日、ナチュラルハイ）他出演:栄川乃亜、あべみかこ
- ウルトラM性感研究所クラブ・ザ・サッキュバス とろける肉棒と強制的に蠢くアナル 残酷なミニマム・キュート快楽殺し（2月25日、AVS Collector's）共演:阿部乃みく、五十嵐星蘭
- 剃毛女教師 恥辱の教室（3月19日、バミューダ）
- SOD女子社員 健康診断（3月21日、SODクリエイト）※「浅海さえ」名義、ネット配信のみ
- 禁欲生活で性欲が爆発して男を監禁! W痴女の逆サンドイッチ種搾りSEX（4月1日、Fitch）共演:岬あずさ
- マジックミラー号 「さらに可愛くなって彼氏に会いませんか?」と遠距離恋愛中の女の子に魅力的な言葉をかけ、性感ストレッチエステでミラー越しの彼氏にイキ潮をぶっかけ!（4月11日、SODクリエイト）※「未来」名義　他出演:琴美、ひかり
- イキイキ活発ショートカット3姉妹のスポーツエロに興奮!（4月11日、SWITCH）共演:星あめり、皆月ひかる
- いくらでラブホ!? 素人美女はいくら払えば即ラブホOKなのか。ナンパ検証してみた!! 04（4月19日、プレステージ）他出演:宮沢ちはる、野々宮みさと、御坂りあ
- レズ女子プロレスコロシアム 5（5月10日、バトル）共演:NIMO
- 強振動ペニスねじ込み襲激 犯され声も出せない女子○生にトドメの追撃アクメ（6月6日、ナチュラルハイ）他出演:皆月ひかる、生田みく
- AV女優 裸コレクション 第十弾（10月11日、V&R PRODUCE）他出演:凛音とうか、宝田もなみ、音海里奈、きみと歩実、あずみひな、梨々花、有坂深雪、黒川すみれ、あけみみう、神谷充希、真木今日子、泉りおん、御坂りあ、葵百合香、皆月ひかる、あゆみ莉花、浅見せな、望月りさ

- 淫奥が暴れ回る絶体絶命の恐慌!! 凄まじきマルチプル・オーガズム 〜完全撮り下ろし9名の無限地獄〜（1月13日、Baby Entertainment）他出演:鈴木さとみ、五十嵐星蘭、佐久間恵美、雪乃ゆめ、橘つかさ、亜佐倉みんと、白井仁美、桐谷美穂
- SOD女子社員8名が業務中に全裸健康診断 膣の奥までチ○ポでチェックするAV会社ならではの赤面羞恥検診 8名全員のSEXを収録した4時間スペシャル!（3月12日、SODクリエイト）※「浅海さえ」名義　他出演:大崎美奈、滝川奈緒、林明音、神戸まなみ、上山美琴、水沢優希、湯浅真紀
- 夜行バスで声も出せずイカされた隙に生ハメされた女はスローピストンの痺れる快感に理性を失い中出しも拒めない 女子○生限定5（8月13日、ナチュラルハイ）共演:河奈亜依、永瀬ゆい、稲場るか
- 夢の近親相姦!久しぶりに会った娘のカラダの成長記録見てください（8月27日、SWITCH）他出演:あおいれな、河西乃愛
- 通りすがりのAV女優 19 ただいま、AV、迷言おっぱい編（8月29日、HMJM）他出演:瀬名ひかり
- 町医者老人の顔舐め中出し変態カルテ（11月5日、グローリークエスト）
- 終わりなき輪姦&種付け 淫欲の夏休み職業体験（11月13日、オーロラプロジェクト・アネックス）共演:前乃菜々

- 彼女とプライベートでエロプロレス（6月18日、バトル）共演：涼花くるみ
- 剃毛緊縛 茂みを剃られて縛られて姦淫（7月1日、ワルハラ）他出演：渚みつき、水島アリス、弥生みつき
- 美聖女仮面フォンテーヌ〜背徳結合の儀〜（7月9日、GIGA）共演：葉月桃
- おしっこ114連発 98人（9月2日、グローリークエスト）
- 敗者水着剥ぎデスマッチ 06（10月15日、バトル）共演：まみや羽花
- 競泳水着エクスタシー 2（10月23日、アキバコム）共演：まみや羽花
- 産婦人科痴漢!! 14 何も知らない若妻に治療と称して中出しまでっ!! （11月5日、LEO）他出演：木下ひまり、瀬名ひかり
- 全身タイツマニアックプレイ01（11月26日、アキバコム）他出演：河奈亜依、皆月ひかる、神楽りん、乙アリス、まみや羽花、有村のぞみ、新村あかり
- セーラーアクエリアス ～攫われた、聖なる結晶～（12月10日、GIGA）共演：美らかのん

- 近親素股プレイでハプニング!! 妹とセックスの練習中に間違ってヌルンと挿入!! 6（1月7日、LEO）他出演：木下ひまり、百永さりな
- 1人称vsトップレス女子プロボクサー（1月28日、BATTLE）他出演：新村あかり、有村のぞみ
- BeAST-狂辱の麻薬捜査官 - Case-008: 来栖美穂の場合 潜入の罠! 火ダルマの女体が奏でる地獄のアリア（1月25日、Baby Entertainment）
- 魔の媚肉激震貫通マシーン Part4 イキ続ける地獄に怯えた女体の慟哭（2月8日、Baby Entertainment）他出演：乙アリス、前乃菜々、のあういか、夏川うみ、宝生めい、平井栞奈
- 保健室アスリートオイルデトックス 2　コーチ!! 試合までに私を仕上げてください!!（2月10日、LEO）他出演：百永さりな、前乃菜々
- 美少女仮面オーロラ＆フォンテーヌ ～絶倫魔人の恐怖、性調教洗脳地獄～（4月8日、GIGA）共演：前乃菜々
- ひなた澪 引退 私を旅に連れ出して、貴方の精を注いでください…。最高に優しく、従順な日本のおんな（4月12日、オーロラプロジェクト・アネックス）
- 妻は知らないメスの僕… 引っ越し先のマンションに住む巨乳の女子○校生たちにアナル開発をされ何度もメスイキさせられた日。（4月20日、ディープス）共演：深田結梨
- 夜回りナンパ 令和女子のお悩み相談 思いっきりナマ【中出し】解決! Episode2 feat. FALENO TUBE（5月12日、FALENO TUBE）他出演：加賀美さら、真矢みつき
- ひなた澪で、ヌキまくりの579分! （9月27日、オーロラプロジェクト・アネックス）※2枚組　4作品ノーカット収録（『穢れない田舎の女の子と過ごす、汗と愛液に塗れた、濃厚で卑猥な御籠り一泊セックス』『純朴美少女との粘液滴るお泊りセックス 「ママごめんなさい…私、エッチな気持ちに火が着いたら、もう疼いちゃってダメなんです…」』『「私、引きこもりの同級生とその家族に辱められ種付けされ続けるの…そう、これから毎日…」』『制服と布団と粘液が滴る淫湿セックス 透明感あふれ、弾ける美乳と卑猥なアンダーヘアが、萌えてヌケる 体育会系肉欲美少女は、欲望と精液で汚され堕とされてゆく…。』）

- 産婦人科痴漢乳がん触診編 17人（12月7日、LEO）

### VR
2018年
- 大好き新妻♥ ひなた澪と新婚生活いちゃラブSEX（1月19日、KMPVR）
- ひなた澪のアナタとラブイチャSEXがしたいな（1月20日、ブイワンVR）
- 夢のモテモテ体験! 日替わり彼女に4マタ中だしSEX!!（2月13日、宇宙企画VR）他出演:月本愛、愛瀬美希、五十嵐星蘭
- 美○ンにブチ込め!! 唾液ダラダラバージョン（3月24日、ブイワンVR）
- 誘惑ビッチハイカー（4月13日、ワープエンタテインメント）
- 緊急停止! 密室エレベーター若妻レイプ （4月27日、ワープエンタテインメント）
- 大人の保育園（5月2日、ワープエンタテインメント）
- 女性専用車両VR 男はボク1人。もしも女性専用車両に間違えて乗ってしまったら…（6月22日、SODクリエイト）共演：明海こう、麻里梨夏、新垣智江、卯水咲流、かなで自由、白井ゆずか、月下あいり
- レズカップルのSEXに誘われた僕! 【前半:クラスメイトのレズ行為を目撃＆のぞき見! 後半:のぞきがバレてSEXに誘われ…結果3P!?】（7月6日、SODクリエイト）共演:麻里梨夏
- ごっくん、命。（8月3日、ワープエンタテインメント）
- 家族で男は僕ひとり! 「4人姉妹と連続セックス朝生活」 2（8月17日、SODクリエイト）共演:碧しの、相沢夏帆、枢木あおい
- ふたなりVR 朝起きたら、女の私の股間に18cmの勃起チンコが生えていた!?幼馴染にバレて、SEXの練習台にされた私。女体のビンカンさはそのままで、触れられただけで連続大量発射!（8月17日、SODクリエイト）
- 泣きじゃくり ver.VR（8月23日、ドリームチケット）
- 一撃（11月30日、ワープエンタテインメント）

2019年
- 秘密は絶対守る、口のかたい僕の家を訪れるワケアリ人妻VR!! 人妻の秘密を黙って聞いているだけでエスカレートしてエロ展開!! 「アナタ、口もかたいしチ○ポもかたいのね…。」（1月25日、変態紳士倶楽部）共演:豊中アリス　他出演:星あめり
- 坂道で出逢えそうな感じの清楚でおとなしい女子●生との密着セックス 3（5月15日、4K VR）他出演:4人
- 履歴のやりとりを消すほど兄の彼女に猛烈嫉妬 激ハメSEXで奪い返せるか?…（9月28日、TEPPAN VR）

2020年
- 机の下のフェティシズムVR 青春時代に覗けなかった太ももとパンツの奇跡の絶景（10月26日、KMPVR）他出演:阿部乃みく ほか
- スポ尻観賞ツアーVR 上下左右に揺れて汗かく3つのコスプレ尻（10月29日、SODクリエイト）共演:桃菜あこ、阿部乃みく

### 動画
2018年
- みお（1月6日、S-CUTE）（みお <21> 名義）
- みお（1月6日、俺の素人）（みお <21> 名義）
- 故郷秋田の雪景色を思い浮かべる程の大量発射!! 看護師になる夢を叶える為にいざ東京へ。みおちゃん(22)大学生。Welcome to TOKYO!! 上京したてで東京に染まってないウブな女の子は隙だらけ!? → 新宿駅で発見、「迷子になってます」行きたい所まで送ってあげるからインタビュー→なまはげのモノマネからの荷物チェック→謎のTバック発見!「いざという時の為に買っちゃいました」ちょwどゆことww→感度良すぎて触れるだけでピクピク「いつもこんなに濡れないよ」→シミ1つない綺麗な尻にズッポリ挿入→小さな可愛い声で「イクイクイクっ…」→何回イッたか分からない程の敏感娘→フィニッシュはお腹に雪化粧（1月19日、街角シロウトナンパ）
- みおちゃん（2月19日、夢中企画）
- みお（2月24日、俺の素人）（みお <20> 名義）
- 絶対主観で美少女から超気持ちイイねっとりレロレロ乳首舐めされつつ、ヌルヌルゴッシゴシ手コキされ精子が枯渇寸前!（3月29日、DOC）他出演：永井みひな、桐山結羽、椎名カノン、長瀬望美、神田るな、柑南るか、舞島あかり、阿部栞菜、理々香
- みお（5月21日、S-CUTE）（みお <21> 名義）
- みお（5月29日、俺の素人）
- まなみさん（6月8日、E★人妻DX）（まなみさん <38> 名義）
- みお２（7月20日、S-CUTE）（みお <21> 名義）
- みごっち（8月8日、素人ホイホイsweet!）（みごっち <18> 名義）
- みごっち 2（8月15日、素人ホイホイsweet!）（みごっち <18> 名義）
- 抜群お宝ボディの新卒OL◆文具メーカー勤務のOLひなたちゃん(22歳)は「みんなやってるんですか…?」→「もちろん!」で何でもしてくれちゃうおっとり美少女! ホテルに入ればスレンダーなお宝ボディに「すぐ、こうなっちゃう…」という敏感なビンビン勃起乳首! みんながしてるから挿入までOKしちゃうヌレヌレ女神マ○コの奥まで挿入!!：いくらでラブホ!? No.014（12月2日、prestigepremium）
- みお（12月19日、はめチャンネル）（みお <22> 名義）
- みお 2（12月19日、はめチャンネル）（みごっち <18> 名義）

2019年
- 澪（1月31日、やり好き縄女）（澪 <23> 名義）
- みごっち３（3月6日、素人ホイホイsweet!）（みごっち <18> 名義）
- みごっち 4（3月20日、素人ホイホイsweet!）（みごっち <18> 名義）
- SOD女子社員 健康診断 制作部（3月21日、SODクリエイト）（浅海さえ 名義）
- ひなた（4月5日、アイドリ）（ひなた <24> 名義）

2020年
- サロンのお姉さんが溜まった疲れと性欲をほぐしてスッキリさせてくれましたぁ（6月10日、カムカムぴゅっ!）
- みお 3（8月28日、はめチャンネル）（みお <23> 名義）
- 成長した娘のカラダに勃起してしまった父・澪の近親相姦動画（9月30日、ディレクターズ）
- ビジネスホテルのマッサージ師の胸チラで股間が反応してしまった俺 11 （澪さんCカップ・にいなさんFカップ）（10月22日、アキノリ）

2021年
- 妹の小悪魔パンチラ誘惑/みおちゃん（3月1日、ディレクターズ）
- 旅セックス Reboot 澪（3月2日、シロウトタッチ）
- 美聖女仮面フォンテーヌ〜背徳結合の儀〜（6月、GIGA）共演：葉月桃
- おむゆり 仲よし2人の尊いオムツ女子会 ＃01 菜々と澪の濡れたパンツと紙オムツ（7月6日、三和出版）共演：前乃菜々

2022年
- みお（3月3日、変態マニア本舗）
- 性交専用。みお（3月4日、三和出版）

2024年
- 帰宅途中の超ミニスカ×ニーハイ×パンチラ美少女をロックオン! すべすべやわらか絶対領域を触って嗅いで舐めて、味わい尽くしました。【制服/ストーカー/脚フェチ/太ももコキ】（1月30日、DOC）

## 雑誌
- 月刊DMM 2018年5月号（ジーオーティー） - インタビュー
- 月刊DMM 2018年6月号（ジーオーティー） - インタビュー
- おむつ倶楽部39号（2021年4月30日、三和出版）ISBN 978-4776924067
- おむつ倶楽部40号（2021年8月31日、三和出版）ISBN 978-4776924432